# 左賢王
左賢王，又称左屠耆王，是古代匈奴官号，與右賢王相對，低於單于。其名稱來自匈奴語的屠耆，漢語為賢，因此譯為左賢王。
左賢王是出身攣鞮氏的匈奴貴族，這個位置可以由單于指定，為下一任單于繼承人，相当于太子之位，后一度改为“护于”。曹操將匈奴分為五部，將左賢王改稱左部帥。
另外百濟也曾設立左賢王。

## 左贤王列表
- 狐鹿姑單于（狐鹿姑）：前96年 - 前85年
- 虛閭權渠單于（虛閭權渠）：前68年 - 前60年
- 郅支骨都侯單于（呼屠吾斯）：前56年 - 前36年
- 搜諧若鞮單于（且麋胥）：前20年 - 前12年
- 車牙若鞮單于（且莫車）：前12年 - 前8年
- 烏珠留若鞮單于（囊知牙斯）：前8年 - 13年
- 呼都而尸道皋若鞮單于（輿）：18年 - 46年
- 劉豹：196年 - 不詳